# Рик Хъсбанд
Рик Дъглас Хъсбанд (на английски: Rick Douglas Husband) (12 юли 1957 – 1 февруари 2003 г.) e американски астронавт, участник в два космически полета. Загива при катастрофата на космическата совалка Колумбия, мисия STS-107.

## Образование
Рик Хъсбанд завършва гимназия в родния си град през 1975 г. През 1980 г. завършва Техническия университет на Тексас с бакалавърска степен по инженерна механика. През 1990 г. придобива магистърска степен по същата специалност в университета Фресно.

## Военна служба
След дипломирането си в Техническия университет на Тексас, Рик Хъсбанд започва служба в USAF като младши лейтенант. През октомври 1981 г. става боен пилот на самолет F-4 Phantom II. През ноември 1985 г. завършва школа за инструктори в Хоумстед. От декември същата година е назначен за инструктор в авиобазата Джордж, Калифорния. През декември 1987 г., Рик Хъсбанд завършва школата за тест пилоти в авиобазата Едуардс, Калифорния. Участва в програма за развитието на двигателите Pratt & Whitney F100-PW-229 на тежкия изтребител F-15 Eagle. Лети на пет негови модификации, както и на последните варианти на по – стария F-4 Phantom II. През юни 1992 г. е командирован на разменни начала в английската авиобаза Боскъмб Даун. Там лети на 7 типа английски реактивни самолети, включително Торнадо. По време на своята кариера, Р. Хъсбанд има повече от 3800 полетни часа на 40 различни типа машини.

## Служба в НАСА
Избран е за астронавт от НАСА на 12 декември 1994 г., Астронавтска група №15. От март 1995 г. работи по проекта Crew Return Vehicle (CRV) за бъдещи мисии до Луната и Марс.

## Полети
Рик Хъсбанд лети в космоса като член на екипажа на две мисии:
| Космически полети на Рик Дъглас Хъсбанд                          | Космически полети на Рик Дъглас Хъсбанд | Космически полети на Рик Дъглас Хъсбанд | Космически полети на Рик Дъглас Хъсбанд | Космически полети на Рик Дъглас Хъсбанд | Космически полети на Рик Дъглас Хъсбанд | Космически полети на Рик Дъглас Хъсбанд |
| №                                                                | Дата                                    | КК                                      | Емблема на мисията                      | Функции                                 | Продължителност                         |                                         |
| ---------------------------------------------------------------- | --------------------------------------- | --------------------------------------- | --------------------------------------- | --------------------------------------- | --------------------------------------- | --------------------------------------- |
| 1                                                                | 27 май 1999                             | „Дискавъри“, мисия STS-96               |                                         | Пилот                                   | 9 денонощия 19 часа 13 мин 57 сек.      |                                         |
| 2                                                                | 16 януари 2003                          | „Колумбия“, мисия STS-107               |                                         | Командир                                | 15 денонощия 22 часа 20 мин. 32 сек.    |                                         |
| Сумарно време в космоса – 25 денонощия 17 часа 33 мин. и 25 сек. |                                         |                                         |                                         |                                         |                                         |                                         |

По време на втората мисия космическата совалка Колумбия се разпада осем минути преди заплануваното приземяване. Рик Хъсбанд загива на 45 г. възраст заедно с останалите шестима астронавти от седемчленния екипаж на космическия кораб.

## Награди
- На 3 февруари 2004 г., Рик Хъсбанд е награден (посмъртно) от Конгреса на САЩ с Космически медал на честта – най – високото гражданско отличие за изключителни заслуги в областта на аерокосмическите изследвания.
- Медал на НАСА за участие в космически полет.